# Kamal Miller
Kamal Anthony Miller (ur. 16 maja 1997 w Scarborough) – kanadyjski piłkarz pochodzenia jamajskiego występujący na pozycji środkowego obrońcy, reprezentant Kanady, od 2024 roku zawodnik amerykańskiego Portland Timbers.